# Hugues de Bourbon (Naundorff)
Pour les articles homonymes, voir Naundorff.
Ne doit pas être confondu avec Hugues de Bourbon-Parme.
Succession
Prétendant naundorffiste aux trônes de France et de Navarre
(branche française)
Depuis le 21 décembre 2008
(16 ans, 2 mois et 21 jours)
Hugues Charles Guy de Bourbon, né le 29 décembre 1974 à Saint-Germain-en-Laye (Yvelines), est l'ainé actuel des descendants de Karl-Wilhelm Naundorff, le plus célèbre de ceux qui, au XIXe siècle, affirmèrent être le dauphin Louis XVII, fils du roi Louis XVI et de Marie-Antoinette d'Autriche, officiellement mort à la tour du Temple.

## Famille
Hugues Charles Guy de Bourbon est né le 29 décembre 1974 à Saint-Germain-en-Laye, de Charles Louis Edmond de Bourbon (Charles XII) (1929-2008) et de Renée Paulette Divoux.

## Biographie
Hugues de Bourbon habite à Fondettes, près de Tours (Indre-et-Loire) et exerce le métier de libraire spécialisé dans les ouvrages rares du XIXe siècle et du XXe siècle.
Contrairement à son père Charles de Bourbon (Charles XII), et étant né d'une liaison extraconjugale, puis légitimé par le mariage subséquent de ses parents (mariages civil en 1985 et religieux en 1986), il ne revendique pas le trône de France et abandonne les prétentions naundorffistes à la branche canadienne des Naundorff, représentée par Michel-Henri de Bourbon (Henri VII) (1957).

## Armoiries
| Blason | Blasonnement : D'azur à un sacré-cœur de gueules accompagné de trois fleurs de lys d'or. Commentaires : En 1879, Louis-Charles de Bourbon (« Charles XI ») (1831-1899) et sa sœur Amélie (1819-1891) décident de porter le Sacré-Cœur en « abîme » sur l'écu traditionnel des rois de France aux trois fleurs de lys. |